# Tumulus von Escout

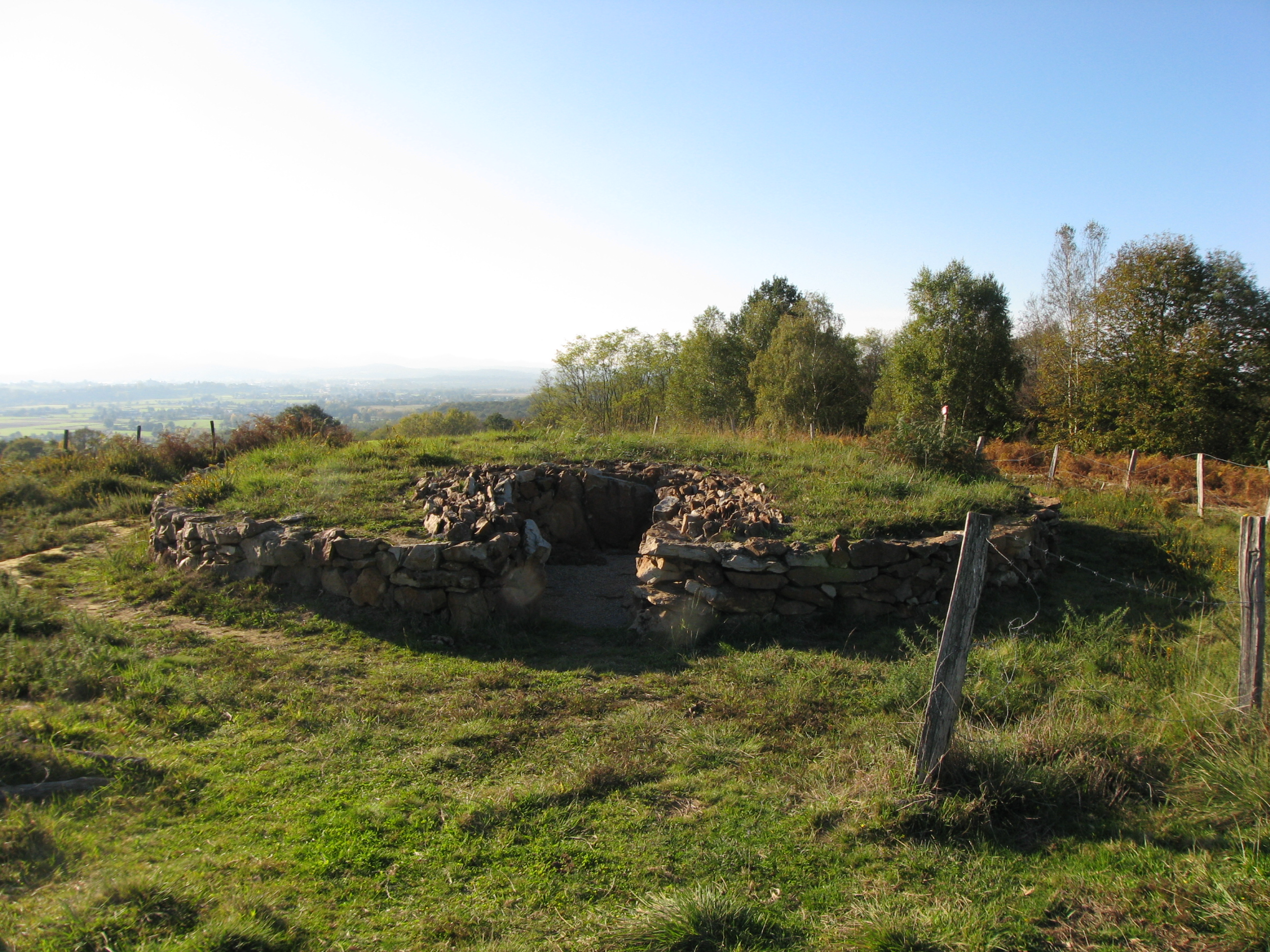
Tumulus von Escout - Peyrecor 2

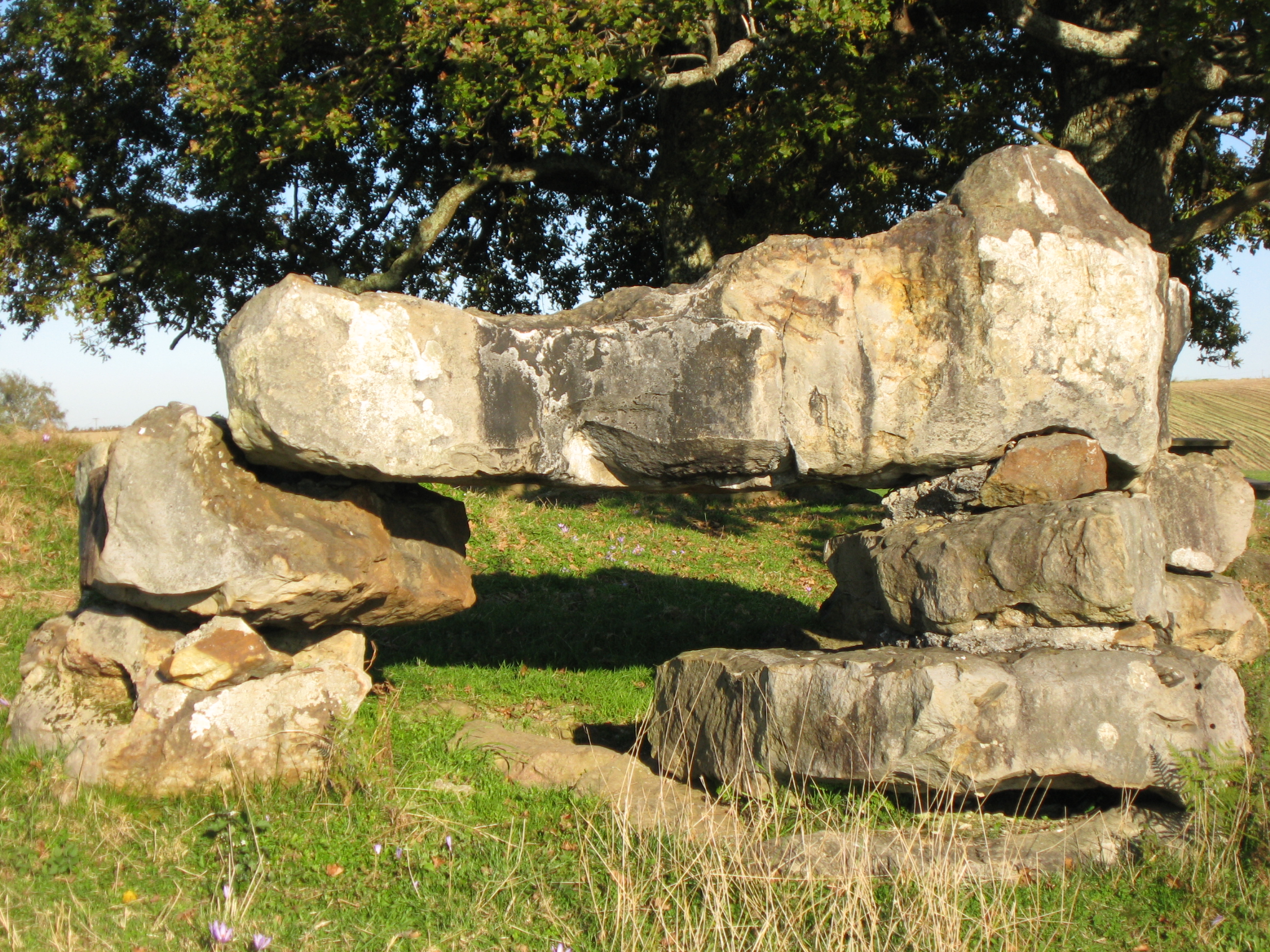
Dolmen von Escout - Peyrecor 1

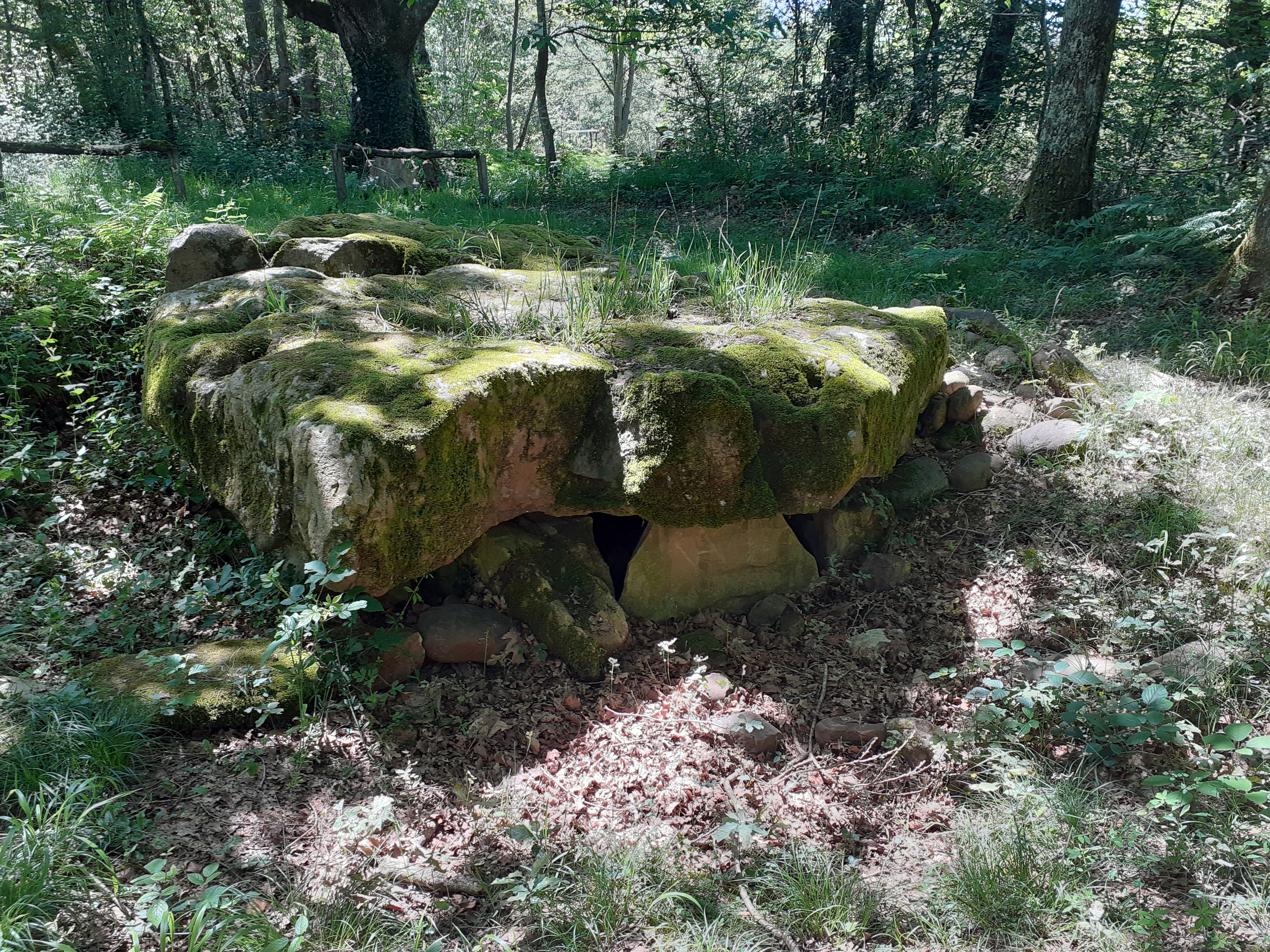
Dolmen de Darre la Peyre in Précilhon

Der Tumulus von Escout (okzitanisch: Escot) ist ein zwischen den Ortschaften Précilhon und Escou auf der Hochebene östlich von Oloron-Sainte-Marie im französischen Département Pyrénées-Atlantiques gelegenes Hügelgrab. Die Stätte gehört als Dolmen 2 zu den vier Dolmen von Peyrecor.

## Geschichte
Der Dolmen Peyrecor 1 wurde im Jahre 1933 zerstört, um ein Kreuz auf dem größten Deckstein zu errichten.
1957 entdeckte José Miguel de Barandiarán Ayerbe (1889–1991) in der Nähe des Dolmen 1 einen etwa 0,9 m hohen Hügel mit einem Durchmesser von etwa 12,5 m. Er fand vier in den Hügel eingebettete Sandsteinplatten und einen Teil der Randsteine. Im Jahre 1979 beschrieb J. Bloit den Grabhügel und den Dolmen. Im Jahre 1981 wurde eine Nivellierung des Tumulus durch das Eingreifen von G. Marsan unterbrochen. Ein erneuter Versuch im Jahr 1989 provozierte die Intervention des Ministeriums für kulturelle Angelegenheiten, das eine Ausgrabung (1990–1994) und Restaurierung veranlasste.
Die Ausgrabung erbrachte einen Erdhügel von 12,5 m Durchmesser, den eine leicht einwärts geneigte Einfassung aus Sandsteinplatten umgab. Sie bestand aus 4–8 Plattenreihen und hatte eine Höhe von 0,9 m. Im Inneren des Hügels lag eine ovale Kammer bestehend aus acht Orthostaten und zwei Zwischenmauerwerksbereichen. Die Orthostaten stehen in 10 bis 20 cm tiefen Gräben. Die außermittige Kammer wurde in einer 40 bis 50 cm in den Boden eingetieften Grube platziert. Sie ist am Zugang 0,8 m breit und erweitert sich auf 1,6 m. Ihre Länge beträgt etwa 3,3 m. Die Höhe des Raums wurde auf 1,2 m geschätzt. Die Abdeckung der Kammer ist nicht mehr vorhanden. Ein Rest der Pflasterung wurde gefunden. Der Zugang aus Trockenmauerwerk liegt im Südosten. Die begrenzenden Sandsteinplatten wurden bereits vor langer Zeit teilweise zerstört (halbe Höhe).
Der Dolmen repräsentiert eine Architektur, die auf den Causses du Quercy im Département Lot dominant ist. Bereits 1981 fand G. Marsan vor der Apsis eine große Sandsteinplatte, deren Funktion unbekannt ist. Der Zugang zur Kammer war von Steinblöcken blockiert. In einer Wandnische wurde eine geschliffene Axt gefunden. Die Anwesenheit von Holzkohle legt nahe, dass der Dolmen für Feuerbestattungen genutzt wurde.
Die Ausgrabungen haben um das Denkmal fünf Nutzungsphasen belegt. Die erste Phase entspricht der Errichtung des Denkmals. Sie wird zwischen 2870 und 2300 v. Chr. datiert. An der Hügelbasis wurden 47 Feuersteinabschläge, aber keine Keramik gefunden. Die zweite Phase datiert zwischen 2500 und 2200 v. Chr. Die Artefakte aus dieser Zeit bestehen aus der geschliffenen Axt, die in einer Nische in der Wand lag, 105 Mikrolithen auf dem Hügel und einem zerbrochenen Gefäß. Die dritte Phase lag in der Frühbronzezeit (2400 - 2000 v. Chr.). Sie wird von 132 Mikrolithen, einer Schleifscheibe und 34 Keramikscherben vertreten, die auf dem Platz vor dem Hügel gefunden wurden. Während dieser Zeit wurden am Hügel fünf Strukturen errichtet. Vier sind ovale Gruben. Oval 1 maß 2,1 × 0,9 m und enthielt Holzkohle, die auf 2432–2036 v. Chr. datiert wurde. Oval 2 maß 2,1 × 1,1 m und war 0,83 m tief und völlig steril. Oval 3 maß 2,4 × 0,9 m. Oval 4 maß 2,3 × 1,8 m und war 0,64 m tief. Die fünfte Struktur war ein Stapel von Sandsteinplatten auf dem Hügel.
Die vierte Nutzungsphase wird in die späte Bronzezeit datiert. Sie wird von einer Steinkiste von 1,4 × 1,2 m repräsentiert, die auf 1075 – 814 v. Chr. datierte Holzkohle enthielt. Während der fünften Nutzungsphase wurde an der Fassade nordöstlich des Hügels eine ovale Mulde von 1,0 × 0,7 m und einer Tiefe von 25 cm ausgehoben. Ihr Inhalt wurde auf 761 – 402 v. Chr. datiert und gehört zu einem Herd.
In Précilhon liegt auch der Dolmen Darre la Peyre.